# Анархізм вільного ринку

Один із варіантів прапору ринкових анархістів

Анархізм вільного ринку (часто просто ринковий анархізм, а інколи лібертаріанський анархізм) відноситься до системи філософських поглядів індивідуалістичного анархізму, в якій державна монополія на застосування сили замінюється ринковою конкуренцією приватних організацій, що пропонують послуги безпеки, правосуддя і інші послуги для забезпеченню безпеки — «застосування сили, без централізованого контролю». В цій системі існує ринок, де постачальники охоронних і юридичних послуг борються за клієнтів, що добровільно платять, які бажають отримати ці послуги, замість оподаткування людей без їх згоди і призначення монопольного виконавця насилля. Ринкові анархісти вважають, що така конкуренція дасть розвиток виробництву більш дешевих і якісних правових і охоронних послуг, що включають «високоякісний ресурс безпристрасного і ефективного арбітражного вирішення взаємних правових претензій».
Термін описує тип анархії, що пропонується в основному течіями індивідуалістичного анархізму і філософіями, що їх сформували. Відомими прибічниками ринкового анархізму є Бенджамін Такер, Лісандр Спунер, Мюррей Ротбард і Девід Д. Фрідман. Начерки теорії ринкового анархізму з'явилися ще в 1840-ві роки, в розробках таких особистостей як, Юліус Фаухер і Густав де Молінарі.

## Історія

### Мутуалізм
Мутуалізм розпочав англійські і французькі трудові рухи у 18-тому столітті, перед тим, як П'єр-Жозеф Прудон об'єднав анархістські течії у Франції та ін. у США. Прудон запропонував спонтанний порядок, за яким організація створюється без центральної влади, «позитивна анархія» де порядок підтримується, коли кожен робить «те, що він забажає і тільки те, що забажає» і де «бізнес-операції створюють суспільний лад». Важливо розуміти, що Прудон відмежовує ідеальні політичні можливості і практичне керівництво. З цих причин, Прудон, не зважаючи на його теоретичні твердження щодо вищого самоврядування, був серйозно задіяний у французьку парламентську політику і відносив себе не до анархістських а соціалістичних фракцій робочих рухів. Крім того, що відстоював державнопротектні чартери для робочих кооперативів, сприяв певним націоналізаційним схемам протягом його роботи в державній службі. Мутуалістський анархізм пов'язаний із взаємодією, вільною асоціацією, добровільним контрактом, союзами, кредитами і валютними реформами. За американським мутуалістом Вільямом Гріном, кожен робітник в мутуалістичній системі отримає «заслужену плату за свою працю; послуги еквівалентні у вартості будучи еквівалентними у вартості можуть змінюватися на послуги такої є вартості, без вигоди або знижок». Мутуалізм був ретроперспективно охарактеризований як ідеологічно розташований між індивівідуалістичним і колективістським формами анархізму. Прудон перший охарактеризував його мету як «третю форму суспільства, синтез комунізму і власності».

### Внутрішні суперечки
Крім їхньої домовленості, що безпека мусить бути конфіденційно забезпечена юридичними особами, філософії, обґрунтування, тактики і права власності прихильників вільноринкового анархізму відрізняються різними деталями.
Мюррей Ротбард і інші теоретики природних прав наводять аксіому неагресії як основу їхніх лібертаріанських систем, коли інші вільноринкові анархісти, які як Девід Д. Фрідман ставляться прихильно до анархізму вільного ринку основаного на консеквенціалістських етичних теоріях. Волюнтаристи, палеолібертанці і агористи є ринковими анархістами, які вважають приватне право власності природними правами, такими як право на первинне право собіприналежності.
Ринкові анархісти мають різні точки зору щодо шляху до ліквідації держави. Ротбард підтримує використання будь-якої тактики для досягнення ринкової анархії до того часу, поки вона не суперечить його лібертаріанським моральним принципам. Агористи — послідовники філософії Сем'юеля Едварда Конкіна III, що запропонував ліквідувати державу практикуванням опору до податків і використанням нелегальних стратегій чорного ринку, так званою контр-економікою, до того часу, поки захисні функції держави заміняться конкурентами вільного ринку.

## Походження
Одним з перших, хто запропонував концепції приватизації послуг захисту особистої свободи і власності, тобто ринковий анархізм, був француз Жакоб Мовальйон, що жив у XVIII столітті. Пізніше, в 40-х роках дев'ятнадцятого століття, Юліус Фаухер і Густав де Молінарі виступили з такими ж поглядами. Молінарі в своєму есе «Створення безпеки» запевнював, : «Ніякий уряд не може мати права перешкоджати іншому уряду вступати з ним в конкуренцію, чи вимагати від споживачів послуг безпеки звертатися за цим товаром виключно до нього самого». Молінарі стверджує, що монополія на безпеку є причиною високих цін і низької якості. У «Вечорах вулиці Сен-Лазар» він пише: «Монополія уряду ніяк не краща будь-якої іншої монополії. Добре, а тим більше дешево, не буде керувати ніхто, у кого нема страху конкуренції, і чиї піддані позбавлені права вільно вибирати своїх правителів… Забезпечення безпеки, якщо воно організовано як монополія, неминуче стає витратним і поганим». Суть аргументів Молінарі на користь ринкового анархізму більше заснована на економіці, ніж на моральній опозиції державі.
У XIX столітті Бенджамін Такер розвивав теорію ринкового анархізму в США: «Захист — це обслуговування, як і будь-яке інше обслуговування; ця праця корисна і необхідна, тому економічно, як товар, він є суб'єктом закону попиту і пропозиції; на вільному ринку цей товар надавався б по собівартості продукції; переважання в конкуренції, клієнтура б опинилася в того, хто б запропонував найкращий товар по найнижчій ціні; виробництво і продаж цього товару зараз монополізовані державою; і держава, як майже всі монополісти, вимагає непомірну ціну». Він відзначав, що анархізм, який він пропонує. буде включати тюрми і армії. Пізніше, в середині 20 століття, ринковий анархізм був відроджений Мюрреєм Ротбардом. Девід Д. Фрідман пропонує форму ринкового анархізму, де, крім наданої ринком безпеки, саме право створюється на ринку.

## Ідеологічні відмінності
Погоджуючись з тим, що безпека повинна забезпечуватися організаціями, заснованими на ринкових відносинах, прибічники ринкового анархізму розходяться в деталях і аспектах своїх вчень, особливо в обґрунтуваннях, тактиці і праві власності.
Мюррей Ротбард і інші теоретики строго притримуються основної лібертаріанської аксіоми неагресії, тоді як інші анархісти, що виступають за вільний ринок (Девід Д. Фрідман) використовують консекванціалістські теорії, такі як утилітаризм. Агористи, анархісти ротбардової традиції і волюнтаристи є приватновласницькими анархістами вільного ринку. Вони розглядають право власності як природне право, що випливає з первинного права власності на самого себе (self-ownership).
Ринкові анархісти мають різні думки щодо того, як прийти до ліквідації держави. Ротбард виступає за використання будь-якої не аморальної тактики, що принесе свободу. Агористи — прихильники філософії Семьюеля Едварда Конкіна III — пропонують для ліквідації держави практику податкового опору і використання нелегальних стратегій чорного ринку, що називаються контрекономікою, до того часу, поки державна функція забезпечення безпеки не зможе бути заміненою вільною ринковою конкуренцією.

## Погляди на власність

### Такерити

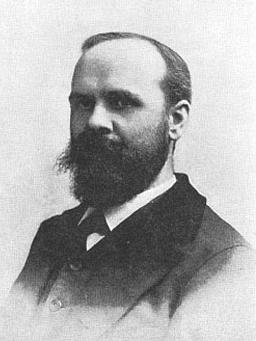
Бенджамін Такер відмовився від концепції природного права на власність в ринковому анархізмі на користьегоїстичної концепції Макса Штірнера

Бенджамін Такер спочатку притримувався ідеї землевласництва, що зв'язана з мутюелізмом. Вона не допускала створення земельної власності, а притримується точки зору, що коли люди в звичайному порядку використовують дану їм землю (а в деяких версіях майно), інші повинні поважати це використання чи володіння. Але коли це використання закінчується, право на володіння, на відміну від права на власність, більше не признається. Теорія мутюелізму притримується тезису, що припинення використання землі чи проживання на ній переводить її в статус доступної будь- кому, хто захоче її використовувати. Тому торгівля невикористаною землею буде відсутньою. Тим не менш, пізніше Такер відмовився від теорії природного права і стверджував, що володіння землею законно передається через силу, якщо інше не вказано в договорі: «Єдине право людини на землю — це його сила над нею. Якщо сусід сильніший від нього і забирає землю, то земля належить сусіду до того часу, поки її не забере хтось сильніший». Він очікував, тим не менш, що люди прийдуть до розуміння, що «зайняття і використання» є «досить заслуговуючий довіри принцип дії», і що люди скоріш за все укладуть договір про правила зайняття і використання.

### Ротбардіанці

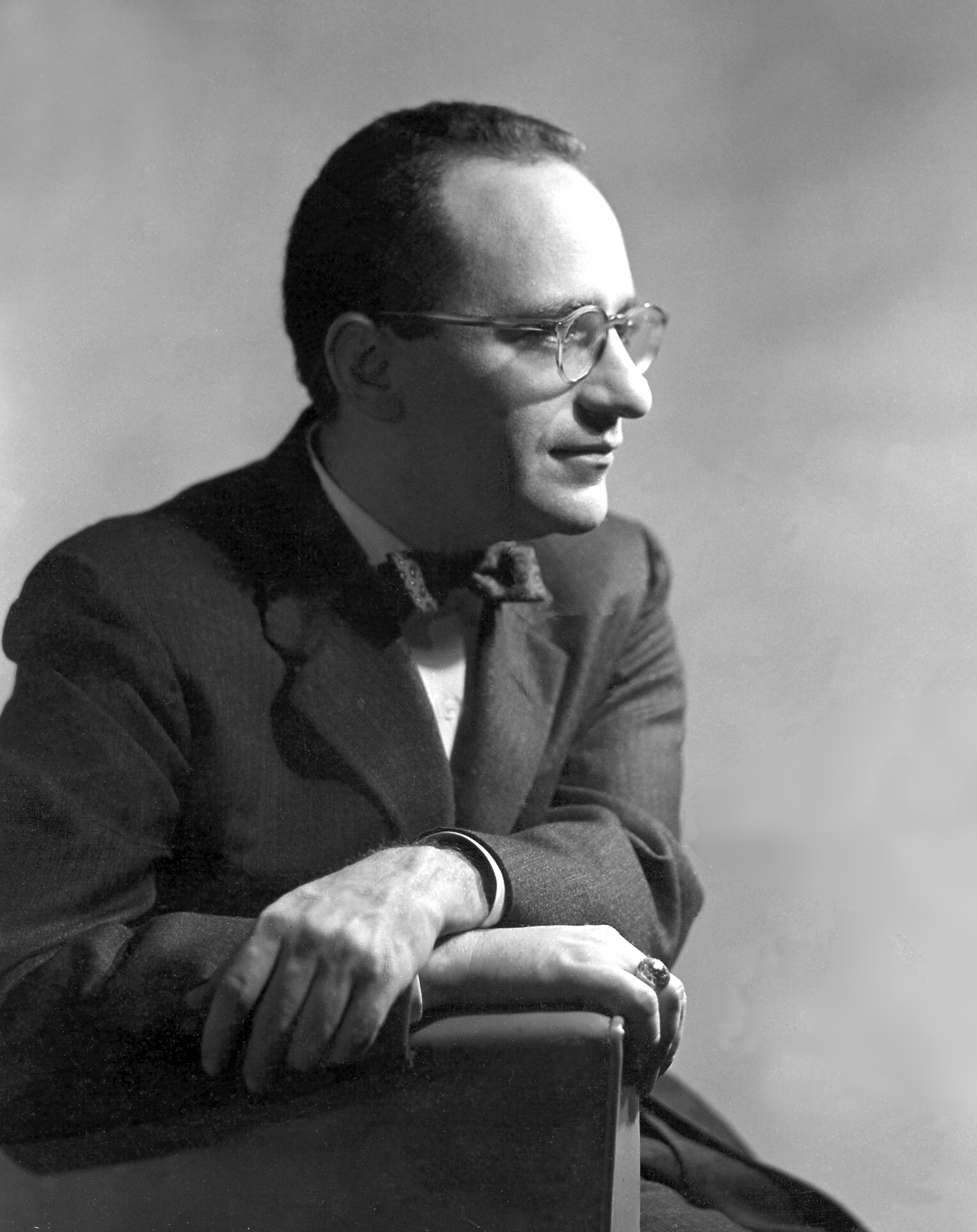
Мюррей Ротбард (1926—95) стверджував, що «капіталізм — це найбільш повно виражений анархізм, а анархізм — це найбільш повно виражений капіталізм»

Класичний ліберал Джон Лок доводить, що принаймні те, як люди поєднують свою власну працю з ресурсами, що не мають власника, вони перетворюють ці ресурси у свою власність. Люди можуть набути нову власність шляхом роботи над ресурсом, що не має власника, чи шляхом обміну на створений товар. Відповідно до філософії Лока, ротбардіанські анархісти вільного ринку переконані, що власність може мати початок тільки як продукт праці, а потім може тільки законно переходити з рук у руки шляхом товарообміну чи як подарунок. Вони виводять цей принцип первинного обернення у власність(апропріації) з принципу суверенітету індивідуума. Тим не менш, у Лока було «застереження», яке стверджувало, що той хто привласнює свої ресурси, повинен залишити «достатньо і такої ж якості… для інших». Ротбардіанські ринкові анархісти не погоджуються з ним, притримуючись того, що індивід може від самого початку привласнювати, вкладаючи у свою працю, стільки, скільки забажає, і це залишиться його власністю, доки він не вирішить інакше. Вони позначають це терміном «нео-локіанство». Лібертаріанці вважають, що це узгоджуються з їх початковим неприйняттям примусу, оскільки як тільки земля залишається без господаря, вона може бути присвоєна. Якщо щось є без господаря, немає нікого, до кого перший власник міг би застосувати примус. Також, вважається, що прості домагання дають право на власність. Анархо-капіталісти признають добровільні форми спільного володіння. що означає, що власність доступна для всіх індивідів. Семьюель Едвард Конкін III, засновник агоризму — також ротбардіанець.

## Критика
Широко відома критика анархізму вільного ринку Ротбарда Нозика, який стверджував, що змагальна система законів привела б до монополістичного правління — навіть без порушення прав індивіда в цьому процесі. Багато анархістів-ринковиків, включно з Роєм Чарльзом і Мюрреєм Ротбардом, відкидали висновки Нозика (хоча сам Чарльз згодом відкинув анархізм).

## Зноски
1. Gerald F. Gaus, Chandran Kukathas. 2004. Handbook of Political Theory. Sage Publications. pp. 118—119. Источник ссылается на философию Дэвида Д. Фридмана как «рыночный анархизм».
2. Morris, Christopher. 1992. An Essay on the Modern State. Cambridge University Press. p. 61.
3. «Этот раздел отдает должное видным представителям современного анархизма свободного рынка. Один из авторов верно описывает Мюррея Ротбарда как 'наиболее идеологически активного антигосударственного академического экономиста в мире'.» Review by Lawrence H. White of Man, Economy, and liberty: Essays in honor of Murray N. Rothbard, published in Journal of Economic Literature, Vol XXVIII, June 1990, page 664; «[Книга Ротбарда For a New Liberty] синтезирует защиту локкианских прав на жизнь, свободу, собственность и защиту, воззвание к свободному рынку как к наиболее эффективному и децентрализованному „общественному“ механизму для распределения ресурсов, и социологический и исторический анализ государства как агрессивного и эксплуататорского по своей природе. Продуктом этого синтеза является анархизм свободного рынка Ротбарда.» Review by Eric Mack of For a New Liberty by Murray Rothbard, American Political Science Review, Vol 71, p. 332
4. Заметки редактора в «Налогообложение: добровольное или принудительное». Формулировки. Free Nation Foundation. Лето 1995 [1]
5. Смотри незавершённое эссе Чайлдза, "Anarchist Illusions, " Liberty against Power: Essays by Roy A. Childs, Jr., ed. Joan Kennedy Taylor (San Francisco: Fox 1994) 179-83.
6. Такер, Бенджамин. "Response to 'Rights,' by William Hansen, " Liberty, December 31, 1892; 9, 18; pg. 1
7. Такер, Бенджамин. «Вместо книги» (1893)
8. Molinari, Gustave de. 1849. Les Soirées de la Rue Saint-Lazare
9. Блэк, Боб. Под подпольем. Feral House, 1994. p. 4
10. "Within Libertarianism, Rothbard represents a minority perspective that actually argues for the total elimination of the state. However Rothbard's claim as an anarchist is quickly voided when it is shown that he only wants an end to the public state. In its place he allows countless private states, with each person supplying their own police force, army, and law, or else purchasing these services from capitalist venders…so what remains is shrill anti-statism conjoined to a vacuous freedom in hackneyed defense of capitalism. In sum, the «anarchy» of Libertarianism reduces to a liberal fraud.«Libertarianism: Bogus Anarchy» by Peter Sabatini in issue #41 (Fall/Winter 1994–95) of Anarchy: A Journal of Desire Armed